# Frits Kuipers
Frederik Carel "Frits" Kuipers (Elst, Gelderland, 11 de juny de 1899 - Heemstede, 10 d'octubre de 1943) fou un futbolista neerlandès que va competir a començaments del segle xx.
El 1920 va prendre part en els Jocs Olímpics d'Anvers, on guanyà la medalla de bronze en la competició de futbol.
Pel que fa a clubs, defensà els colors del HFC Haarlem entre 1920 i 1923. Amb la selecció nacional jugà 5 partits, en què no marcà cap gol.